# Fernando Di Laura Frattura
Fernando Di Laura Frattura (Alfedena, 24 maggio 1932 – Campobasso, 9 settembre 2015) è stato un politico italiano.

## Biografia
Nato ad Alfedena, in provincia dell'Aquila il 24 maggio 1932, ma trapiantato a Campobasso per via del lavoro del padre, direttore di una filiale del Banco di Napoli, ha militato a lungo nella Democrazia Cristiana.
Geometra, nel 1970 viene eletto come consigliere in provincia di Campobasso, successivamente entra in Regione Molise prima come Assessore alla Sanità, poi come presidente del Consiglio regionale e infine come presidente dal 1988 al 1990 in due distinti periodi. Nel 1992 viene eletto alla Camera dei deputati nell'XI legislatura dove resta fino al 1994. Negli anni seguenti viene eletto consigliere nelle file della minoranza al comune di Alfedena e presidente della Comunità Montana Alto Sangro.
È deceduto all'età di 83 anni, la notte del 9 settembre 2015 all'Ospedale Università Cattolica di Campobasso dove era ricoverato da una settimana a seguito di un delicato intervento chirurgico.
Era sposato con due figli, Giuliana (1964-2024), vicequestore della Polizia di Stato e Paolo, a sua volta Presidente della Regione Molise.